# 1907 no carnaval
Nesta página encontrará referências aos acontecimentos directamente relacionados com o carnaval ocorridos durante o ano de 1907.

## Eventos
- Fundada, no Rio de Janeiro a Sociedade Dançante Carnavalesca Ameno Resedá.

## Nascimentos
| Data | Nome | Profissão | Nacionalidade | Observações | Ref |
| ---- | ---- | --------- | ------------- | ----------- | --- |

## Mortes
| Data | Nome | Profissão | Nacionalidade | Observações | Ref |
| ---- | ---- | --------- | ------------- | ----------- | --- |